# Lights Out (Lil Wayne)
Lights Out  è il secondo album del rapper statunitense Lil Wayne, pubblicato nel 2000 dall'etichetta Cash Money Records/Universal Records.

## Tracce
1. Watch Them People (intro) – 0:33
2. Get Off the Corner – 4:45
3. On the Grind – 3:51
4. Hit U Up (featuring Hot Boys) – 5:11
5. Everything – 4:42
6. Fuck Wit Me Now – 4:33
7. Lil' One (featuring Baby) – 3:11
8. Break Me Off (featuring Unplugged & Mannie Fresh) – 4:25
9. Skit – 0:42
10. Wish You Would – 4:14
11. Grown Man – 4:33
12. Shine (featuring Hot Boys & Mannie Fresh) – 5:04
13. Jump Jiggy – 4:13
14. Realized – 4:00
15. Tha Blues – 3:49
16. Let's Go (featuring Baby) – 4:22
17. Biznite – 4:44
18. Act a Ass (featuring B.G.) – 4:08
19. Beef – 4:24

## Classifiche
| Classifica (2000)                     | Posizione più alta |
| ------------------------------------- | ------------------ |
| U.S. Billboard 200                    | 16                 |
| U.S. Billboard Top R&B/Hip-Hop Albums | 2                  |